# Municipio de Matías Romero Avendaño
El municipio de Matías Romero Avendaño es uno de los 570 municipios en que se divide el estado mexicano de Oaxaca. Se encuentra localizado en el istmo de Tehuantepec al sureste del territorio estatal. Su cabecera es la ciudad de Matías Romero Avendaño.

## Geografía
Matías Romero se encuentra localizado en el sureste del estado de Oaxaca, forma parte de la Región Istmo y del distrito de Juchitán. Tiene una extensión territorial de 1360.232 kilómetros cuadrados, lo que lo convierte en uno de los más extensos del estado.
Sus coordenadas geográficas extremas son 16°49′ - 17°26′ de latitud norte y 94°42′ - 95°19′ de longitud oeste. Su territorio es mayoritariamente plano, fluctuando su altitud solo entre 0 y 500 metros sobre el nivel del mar.
El municipio de Matías Romero es territorialmente discontinuo, formado por un sector principal y un exclave separado por el territorio del municipio de San Juan Guichicovi. El sector principal del municipio limita al noroeste con el municipio de San Juan Cotzocón y con el municipio de San Juan Mazatlán, al oeste con el municipio de San Juan Guichicovi, al suroeste con el municipio de Santa María Petapa, al sur con el municipio de El Barrio de la Soledad y al este con el municipio de Santa María Chimalapa; y a su interior se encuentra un enclave del municipio de San Juan Guichicovi. Al norte y noroeste limita con el estado de Veracruz de Ignacio de la Llave en particular con el municipio de Jesús Carranza.
El enclave situado al oeste del territorio principal limita al norte, oeste y suroeste con el municipio de San Juan Mazatlán y al este el sureste con el municipio de San Juan Guichicovi.

## Demografía
De acuerdo a los resultados del Censo de Población y Vivienda realizado en 2010 por el Instituto Nacional de Estadística y Geografía; la población total del municipio de Matías Romero Avendaño asciende a 68 019 habitantes, de los que 32 198 son hombres y 35 821 son mujeres.

### Localidades
El municipio incluye en su territorio un total de 134 localidades. Las principales, considerando su población del censo de 2010 son:
| Localidad                    | Población |
| Total Municipio              | 68 019    |
| Matías Romero Avendaño       | 48 944    |
| Palomares                    | 3 760     |
| Donají                       | 2 362     |
| Cuauhtémoc                   | 2 264     |
| Los Ángeles                  | 1 144     |
| Nuevo Progreso               | 748       |
| Tolosita                     | 722       |
| San Pedro Evangelista        | 644       |
| San Juan del Río             | 476       |
| La Victoria                  | 463       |
| Francisco Javier Jasso       | 456       |
| Tierra Nueva                 | 442       |
| Profesor Otilio Montaño      | 438       |
| Nuevo Ubero                  | 418       |
| Las Flores                   | 392       |
| La Soledad                   | 326       |
| El Paso de las Maravillas    | 317       |
| La Cumbre                    | 287       |
| Colonia Gabriel Ramos Millán | 271       |
| El Paraíso                   | 263       |
| Juno                         | 257       |
| San Gabriel                  | 253       |

## Política
El gobierno del municipio de Matías Romero Avendaño corresponde a su ayuntamiento. Éste es electo por el principio de partidos políticos, vigente en 146 municipios de Oaxaca; a diferencia del sistema de usos y costumbres vigente en los restantes 424.
Por tanto su elección es como en todos los municipios mexicanos, por sufragio directo, universal y secreto para un periodo de tres años no renovables para el periodo inmediato pero si de forma no consecutiva; el periodo constitucional comienza el día 1 de enero del año siguiente a su elección.
El Ayuntamiento se integra por el presidente municipal, un Síndico y un cabildo formado por diez regidores.

### Representación legislativa
Para la elección de diputados locales al Congreso de Oaxaca y de diputados federales a la Cámara de Diputados federal, el municipio de Matías Romero Avendaño se encuentra integrado en los siguientes distritos electorales:
Local:
- Distrito electoral local de 11 de Oaxaca con cabecera en Matías Romero Avendaño.[5]

Federal:
- Distrito electoral federal 7 de Oaxaca con cabecera en Ciudad Ixtepec.[6]

### Presidentes municipales
- (1996 - 1998): Etelberto Bernardino Rodríguez Terán
- (1999 - 2001): David Antonio Toledo
- (2002 - 2004): Ernesto Altamirano Lagunas
- (2005 - 2007): Teodoro Jorge Guzmán Corral
- (2008 - 2010): José Luis Albores Gaspar
- (2011 - 2013): Cuauhtémoc Fuentes Villanueva
- (2014 - 2016): Etelberto Bernardino Rodríguez Terán
- (2017 - 2018): Marco Antonio Cabello Mares
- (2019 - 2020): Alfredo Juárez Díaz
- (2020 - 2021): Manuel Solana Morales
- (2021 - 2024): Obdulia García López
- (2025 - ): Edwin Antonio Trinidad